# Cyril Weidenborner

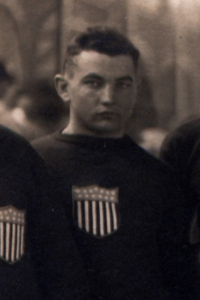
Cyril Weidenborner (1920)

Cyril Anthony „Cy“ Weidenborner (* 30. März 1895 in Saint Paul, Minnesota, USA; † 26. November 1983 in Northome, Minnesota, USA) war ein Eishockeytorwart.
Bei den Olympischen Sommerspielen 1920 in Antwerpen gewann er mit der US-amerikanischen Nationalmannschaft, die sich aus Spielern der St. Paul A.C., Pittsburgh AA und Boston AA zusammensetzte, die Silbermedaille im olympischen Eishockeyturnier.

## Erfolge und Auszeichnungen
- 1920 Silbermedaille bei den Olympischen Sommerspielen